# Hohøj
Hohøj er en 110 meter høj bakke 2 km sydøst for Mariager. Den er kendt for sine historiske folkemøder (grundlovsmøder) og for den store gravhøj øverst. Gravhøjen er 12 meter høj med en diameter på 72 m og er dermed Danmarks største. Undersøgelser i 1990'erne viser at den stammer fra ældre bronzealder mellem 1410 og 1310 f.Kr.

## Natur og udsigt
Før egnens plantager voksede op, kunne man fra højens top tælle 75 kirketårne, bl.a. spiret på Viborg Domkirke. Der er i 2015 blevet fældet mange høje træer, så der nu er en flot udsigt over Mariager Fjord. 

## Mindesten
Sydøst for bygningen på Hohøj står en sten, der blev afsløret 4. juli 1920 til minde om Genforeningen i 1920. 50 m vest for Hohøj ligger Lushøj, hvor Blicherstenen er rejst.

## Folkemøder på Hohøj
Allerede i 1846 planlagde Steen Steensen Blicher, der var præst i Spentrup Sogn, et folkemøde på Hohøj i lighed med Himmelbjergmøderne. Mødet blev dog ikke afholdt pga. Blichers svigtende helbred.
Det første Hohøjmøde blev afholdt i 1912 med Jeppe Aakjær som taler. Han hævdede i sin tale, at der på dette sted burde rejses en mindesten over Blicher. Ideen vandt genklang, og i 1919 kunne Aakjær indvie stenen, hvorpå Blichers digt "Jyden han er stærk og sej" var indhugget. Også digteren Nis Petersen har haft tilknytning til højen, idet han skrev Hohøjdigtene i digtsamlingen Nattens Pibere.
I 1913 blev det første grundlovsmøde afholdt på Hohøj. Mellem de to verdenskrige udviklede møderne sig til en stor folkefest. Statsminister Thorvald Stauning talte der i 1931 og 1932. P. Munch og senere Hilmar Baunsgaard har også talt der, men efterhånden ebbede møderne ud.
I dag tilhører Hohøj og omegnen Hohøjkomiteén, der har nær tilknytning til partiet Radikale Venstre. I 1990 besluttede komiteen, at der atter skulle afholdes grundlovsmøder. Radikale profiler som Marianne Jelved, Martin Lidegaard, Elisabeth Arnold, Asger Baunsbak-Jensen, Anders Samuelsen og Morten Østergaard har været grundlovstalere på højen. I jubilæumsåret 2012 talte klima- og energiminister Martin Lidegaard og professor Steen Wackerhausen .